# Битка за Рабаул
Битка за Рабаул (енгл. New Britain campaign), вођена 23. јануара 1942, била је јапанска победа током рата на Пацифику. Била је то прва битка јапанске инвазије на Нову Гвинеју.

## Позадина
После заузимања острва Гвам, Јапанци су, у складу са ратним планом од 1941, предузели напад на Нову Британију ради овладавања целим Бизмарковим архипелагом који је представљао базу за јапански продор на Нову Гвинеју и Соломонова острва.

## Битка
Напад је био усмерен на Рабаул, који су браниле слабе аустралијске снаге (1 батаљон, 3 застарела обалска и 3 противавионска топа) од око 1.400 људи. Ваздушним нападима од 4. до 21. јануара 1942. неутралисана је обалска одбрана, а ноћу 22/23. јануара, уз подршку авијације и бродске артиљерије, искрцала се у рејону Рабаула главнина јапанског десантног конвоја јачине око 10.000 људи. Аустралијске снаге пружале су отпор до 10 часова 23. јануара, а затим су почеле да се повлаче према јужној обали Нове Британије. Око 1.000 аустралијских војника је убијено и заробљено. Остатак се пребацио у Аустралију.

## Последице
Јапанци су од Рабаула створили једну од својих највећих ваздухопловно-поморских база на Тихом океану. С придошлим снагама посели су и западни део Нове Британије, и изградили више ваздухопловних база - најзначајније на рту Глостер (енгл. Gloucester) и у висини острва Араве (енгл. Arawe Islands), и с њих угрожавали савезнике на Новој Гвинеји и пловидбу пролазима Демпјер (енгл. Selat Dampier) и Витјез (енгл. Vitiaz Strait).